# May Lorna O'Brien
May Lorna O'Brien BEM (Laverton, 20 de mayo de 1932-1 de marzo de 2020) fue una educadora, y escritora australiana.

## Biografía
Nació en Laverton, Australia Occidental, a la edad de cinco años fue secuestrada de sus familias por el Estado australiano junto a misiones religiosas cristianas a la Misión de Originarios del Monte Margaret.  
En 1953, recibió su certificado de maestra por el Claremont Teachers College. Fue la primera mujer originaria, conocida en Australia Occidental, en graduarse de una institución de educación superior. Después de enseñar durante 25 años se introdujo en la política educativa, trabajando en el Ministerio de Educación de Australia Occidental Archivado el 27 de agosto de 2016 en Wayback Machine. y en la Sección de Educación de originarios.
Falleció a los ochenta y siete años el 1 de marzo de 2020 en Australia.

## Algunas publicaciones
- 2015. Badudu Stories. Ilustró Angela Leaney, 2ª ed. ilustrada de Fremantle Press, ISBN 1922089826, ISBN 9781922089823

- 2005. Wunambi the Water Snake. Ilustró Sue Wyatt. Ed. ilustrada, reimpresa de Aboriginal Studies Press, 29 p. ISBN 0855755008, ISBN 9780855755003

- 1992. What Do You Say?, v. 2. Badudu Stories, Kerry White collection of Australian children's books. Ilustró Angela Leaney. Ed. ilustrada de Fremantle Arts Centre Press, 24 p. ISBN 1863680764, ISBN 9781863680769

- 1992. How Crows Became Black. Bawoo stories. IlustrÓ Angela Leaney. Ed. ilustrada de Fremantle Arts Centre Press, 36 p. ISBN 1863680276, ISBN 9781863680271

- 1976. Education for Aborigines (coautora) Aboriginal Consultative Group to the Australian Schools Commission,[2]

- 1976. Aboriginal Access to and use of Technical and Further Education,[2]

- The Badudu series of children's books[3]

- The Bawoo series of traditional teaching stories in bi-lingual text[3]

## Honores
- 1980: delegada de Australia en Naciones Unidas en Conferencia sobre la Mujer, en Dinamarca.

### Galardones
- 31 de diciembre de 1977: British Empire Medal por obras en la educación de originarios.
- John Curtin Medal.